# Lepel
Lepel (vitryska: Лепель) är en stad i Vitsebsks voblast i norra Belarus. Lepel, som för första gången nämns i ett dokument från år 1439, hade 17 690 invånare år 2016.